# Chaîne Verron
La chaîne Verron, ou Véron, est une petite chaîne de montagnes située sur l'île de Nouvelle-Irlande en Papouasie-Nouvelle-Guinée. Elle culmine à 2 150 mètres d'altitude.

## Toponymie

Circumnavigation de Bougainville en 1766-1768.

Cette chaîne a été nommée Verron en hommage à Pierre-Antoine Véron (1736-1770), astronome du navire de Louis-Antoine de Bougainville au cours de sa circumnavigation de 1766-1769. Le 13 juillet 1768, il a pu déterminer sa longitude à l'aide d'une éclipse solaire observable dans cette zone. C'est un fait historiquement important car il a permis à Véron d'établir la largeur de l'océan Pacifique avec précision, une première pour l'époque.
Lorsque l'île faisait partie de la Nouvelle-Guinée allemande, cette chaîne était nommée Hahlgebirge (« massif de Hahl »), du nom du gouverneur colonial allemand Albert Hahl (1868-1945).

## Géographie
La chaîne Verron est confinée à la partie sud de l'île de Nouvelle-Irlande et s'étend dans une direction nord-sud, parallèle à la chaîne Hans Meyer (en) sur la même île. La vallée de la Weitin sépare ces deux chaînes, Verron à l'ouest et Hans Meyer à l'est.
La chaîne Verron, très peu visitée et assez isolée du reste du continent, est recouverte d'une épaisse forêt tropicale et a été peu étudiée. Elle abrite visiblement une grande diversité d'espèces rares. Cette aire de répartition fait partie de l'écorégion terrestre des forêts pluviales des basses terres de Nouvelle-Bretagne et de Nouvelle-Irlande.
Quatre fleuves côtiers s'écoulent depuis ce massif, dont la Kait (qui donne son nom à un village côtier) et la Topaio.